# ماكسيميليانو ريتشيزي
ماكسيميليانو ريتشيزي (بالإسبانية: Maximiliano Richeze) مواليد 7 مارس 1983 في بوينس آيرس، هو دراج أرجنتيني في صنف سباق الدراجات على الطريق. شارك في دورة الألعاب الأولمبية الصيفية.

## روابط خارجية
- ماكسيميليانو ريتشيزي على موقع الاتحاد الدولي للدراجات (الإنجليزية)
- ماكسيميليانو ريتشيزي على موقع أرشيف الدراجات (الإنجليزية)
- ماكسيميليانو ريتشيزي على موقع إحصائيات الدراجات الإحترافية (الإنجليزية)
- ماكسيميليانو ريتشيزي على موقع نسبة الدراجات (الإنجليزية)
- ماكسيميليانو ريتشيزي على موقع CycleBase (الإنجليزية)
- ماكسيميليانو ريتشيزي على موقع اللجنة الأولمبية الدولية (الإنجليزية)
- ماكسيميليانو ريتشيزي على موقع أوليمبيديا (الإنجليزية)
- ماكسيميليانو ريتشيزي على موقع اللجنة الأولمبية الأرجنتينية (الإسبانية)
- ماكسيميليانو ريتشيزي على موقع اللجنة الأولمبية الأرجنتينية (الإسبانية)